# Classe Tuo Chiang
La classe Tuo Chiang (en chinois traditionnel : 沱江級 ; pinyin : Tuójiāng jí) est une classe de corvettes furtives de la Marine de la république de Chine.

## Historique
La marine taïwanaise a passé un contrat avec Lung Teh Shipbuilding pour la construction de onze corvettes de la classe Tuo Jiang en décembre 2018. Le constructeur naval devrait les livrer d'ici la fin de 2026.
Le second navire est une version améliorée entrant en service en 2021, six unités devant être construite d'ici 2023.
Les deux derniers navires du premier lot de six sont livrés en mars 2024 ; le deuxième lot de cinq navires fait l'objet d'une commande annexe.

## Caractéristiques
Le navire de tête est un catamaran de 60,4 mètres de long sur 14 mètres de large et peut accueillir un équipage de 41 personnes. Il peut atteindre une vitesse maximale de 40 nœuds et une portée de 2 000 milles marins (3 700 km). Il est armé de huit subsoniques Hsiung Feng II et huit lanceurs supersoniques de missiles anti-navires Hsiung Feng III, d'un système d'arme rapproché Phalanx CIWS et d'un canon principal Otobreda 76 mm. Le navire peut naviguer jusqu’à l’état de la mer de force 7 dans des vagues d’une hauteur allant de 20 à 30 pieds (6,1 à 9,1 m). Le Centre d’analyse de la sécurité de Taiwan (TAISAC) a déclaré que le navire était doté de technologies furtives destinées à échapper à la détection radar, système de combat comprenant un système de direction de combat à architecture distribuée, connu sous le nom de « Taiwan Aegis », développé par le National Chung-Shan Institute of Science and Technology (en) et un directeur des systèmes de radar et de contrôle électro-optique indigènes pour la recherche / la poursuite et le contrôle du tir.
Le navire augmente sa capacité de survie dans la guerre navale en utilisant une technologie furtive avancée et une faible Surface équivalente radar (RCS), ce qui le rend moins détectable par le radar et lui permet d’être obscurci par le bruit radar de fond lorsqu’il opère plus près de la côte.
Il peut atteindre la vitesse maximale de 30 nœuds, pour un déplacement de 685 tonnes et un rayon d’action de 1 800 milles marins.

## Liste des navires
| Numéro de coque | Nom        | Lancement        | Entrée en service actif | Statut | Notes             |
| --------------- | ---------- | ---------------- | ----------------------- | ------ | ----------------- |
| PGG-618         | Tuo Chiang | 14 mars 2014     | 23 décembre 2014        | Actif  | Prototype         |
| PGG-619         | Ta Chiang  | 15 décembre 2020 | 27 juillet 2021         | Actif  | Version améliorée |
| PGG-620         | Fu Chiang  | septembre 2022   | -                       | Actif  | -                 |
| PGG-621         | Hsu Chiang | 16 février 2023  | -                       | Livré  | -                 |
| PGG-623         | Wu Chiang  | juin 2023        | -                       | Livré  | -                 |
| PGG-625         | An Chiang  | 16 octobre 2023  | 26 mars 2024            | Livré  | -                 |
| PGG-626         | Wan Chiang | Novembre 2023    | 26 mars 2024            | Livré  | -                 |

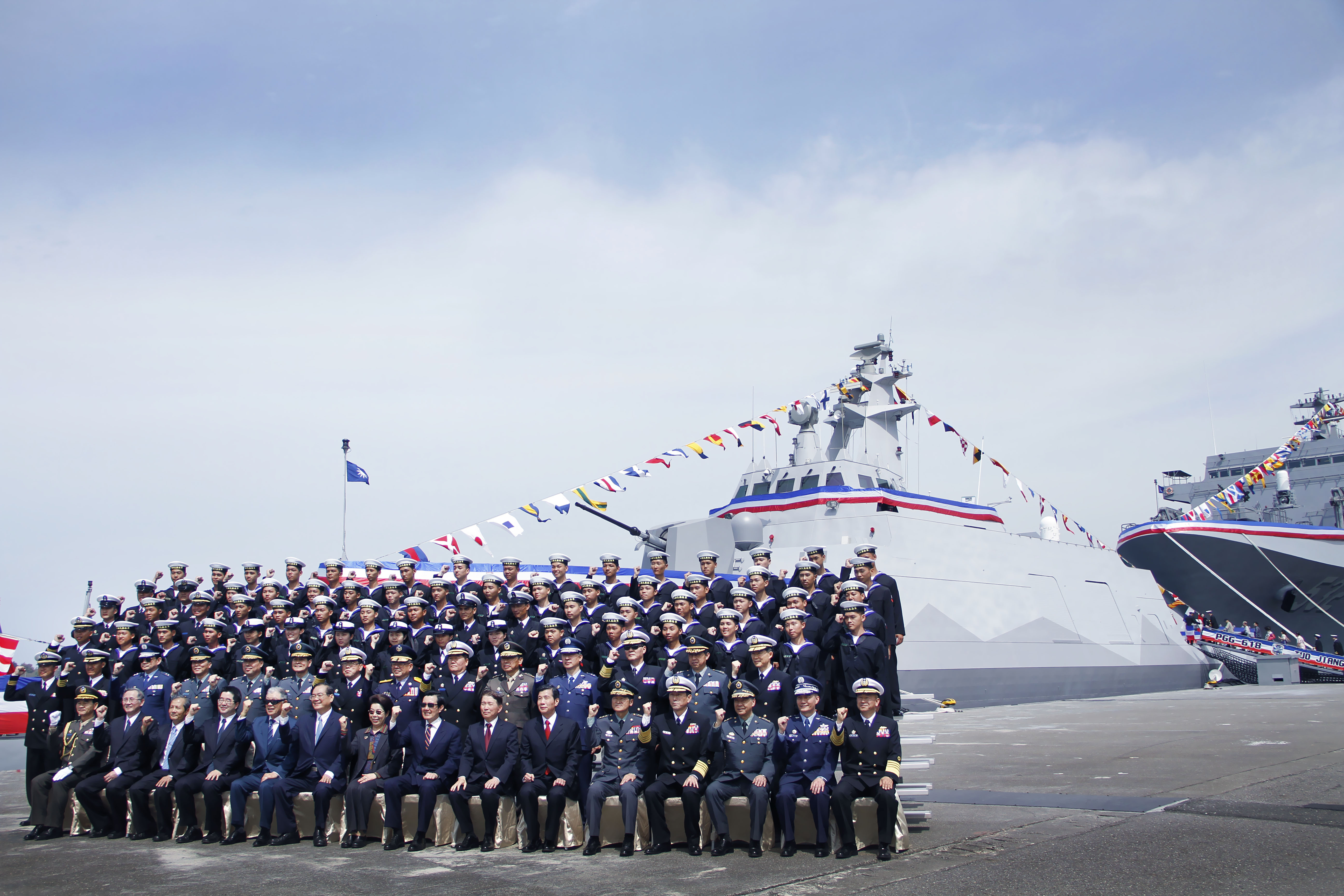
Tuo Chiang PGG-618.
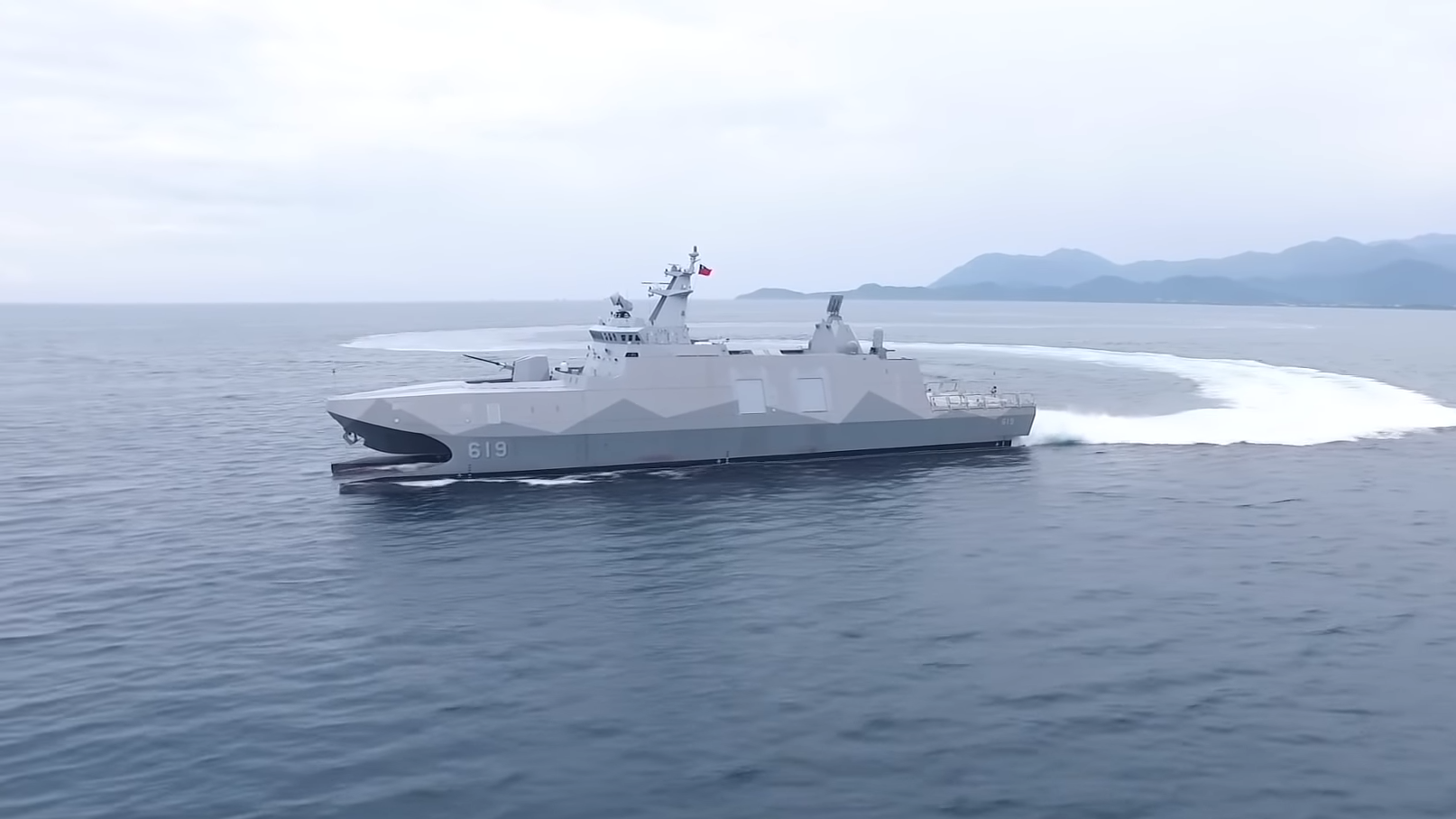
Ta Chiang PGG-619.
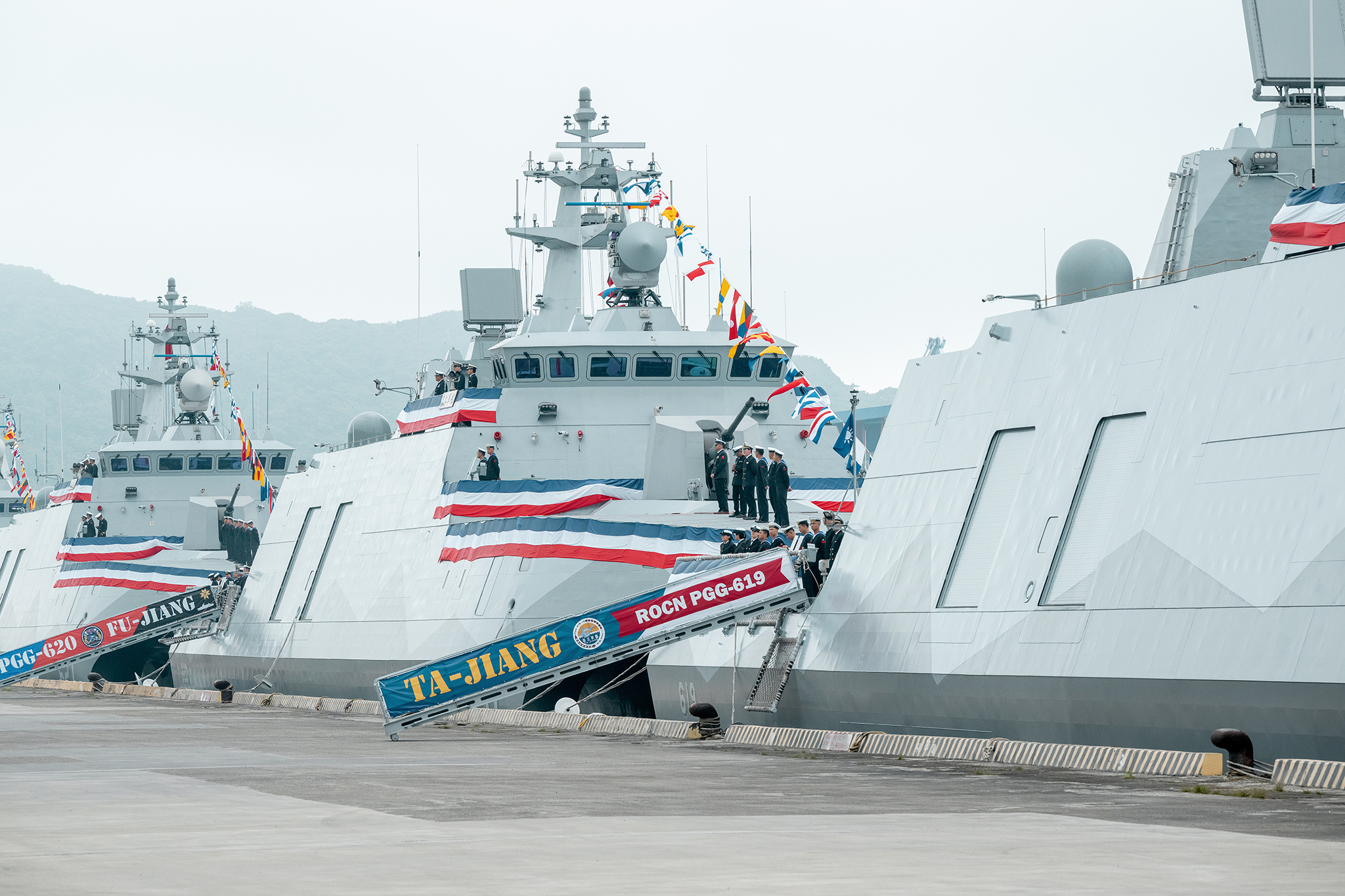
Fu Chiang PGG-620.
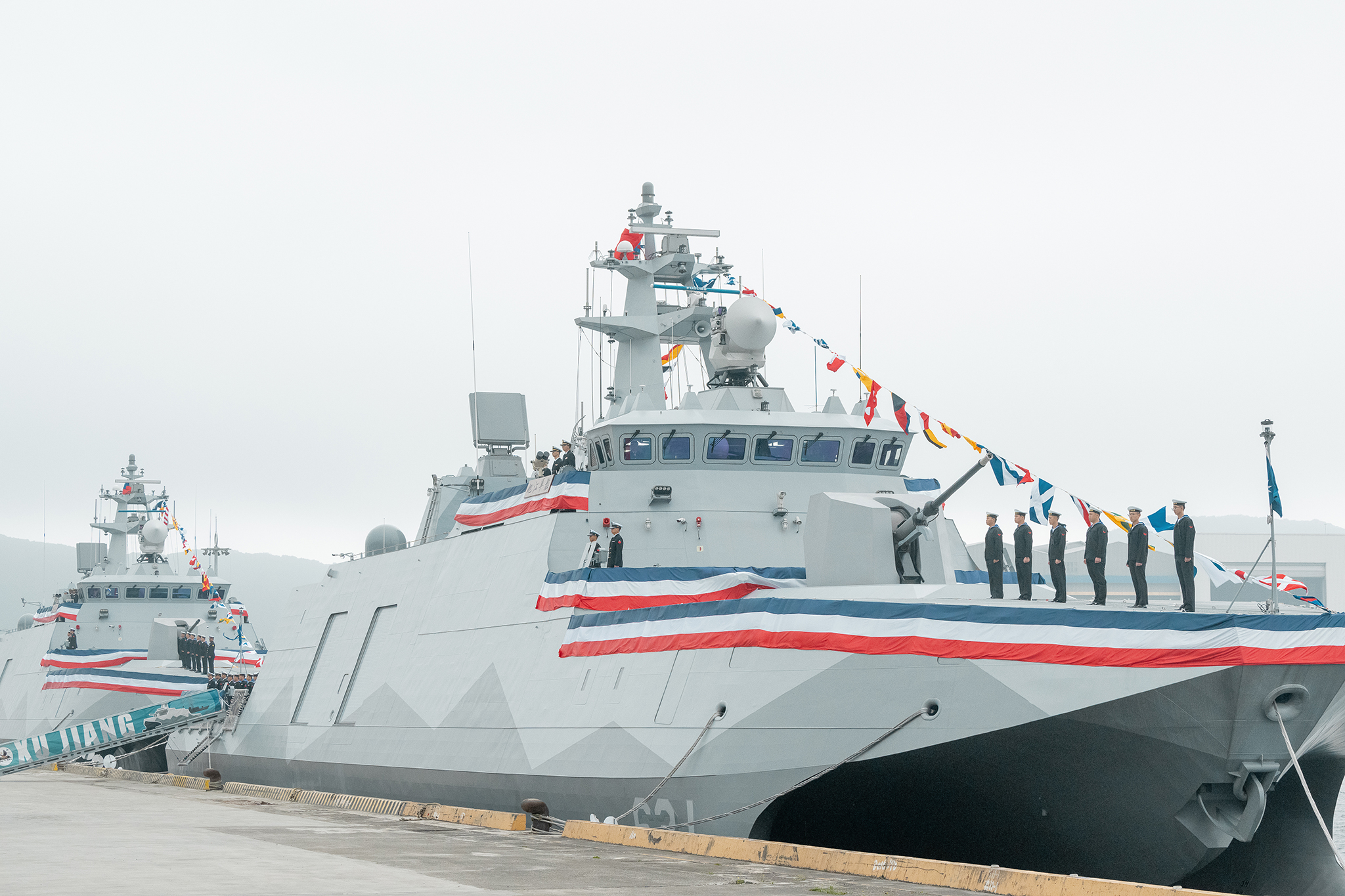
Hsu Chiang PGG-621.
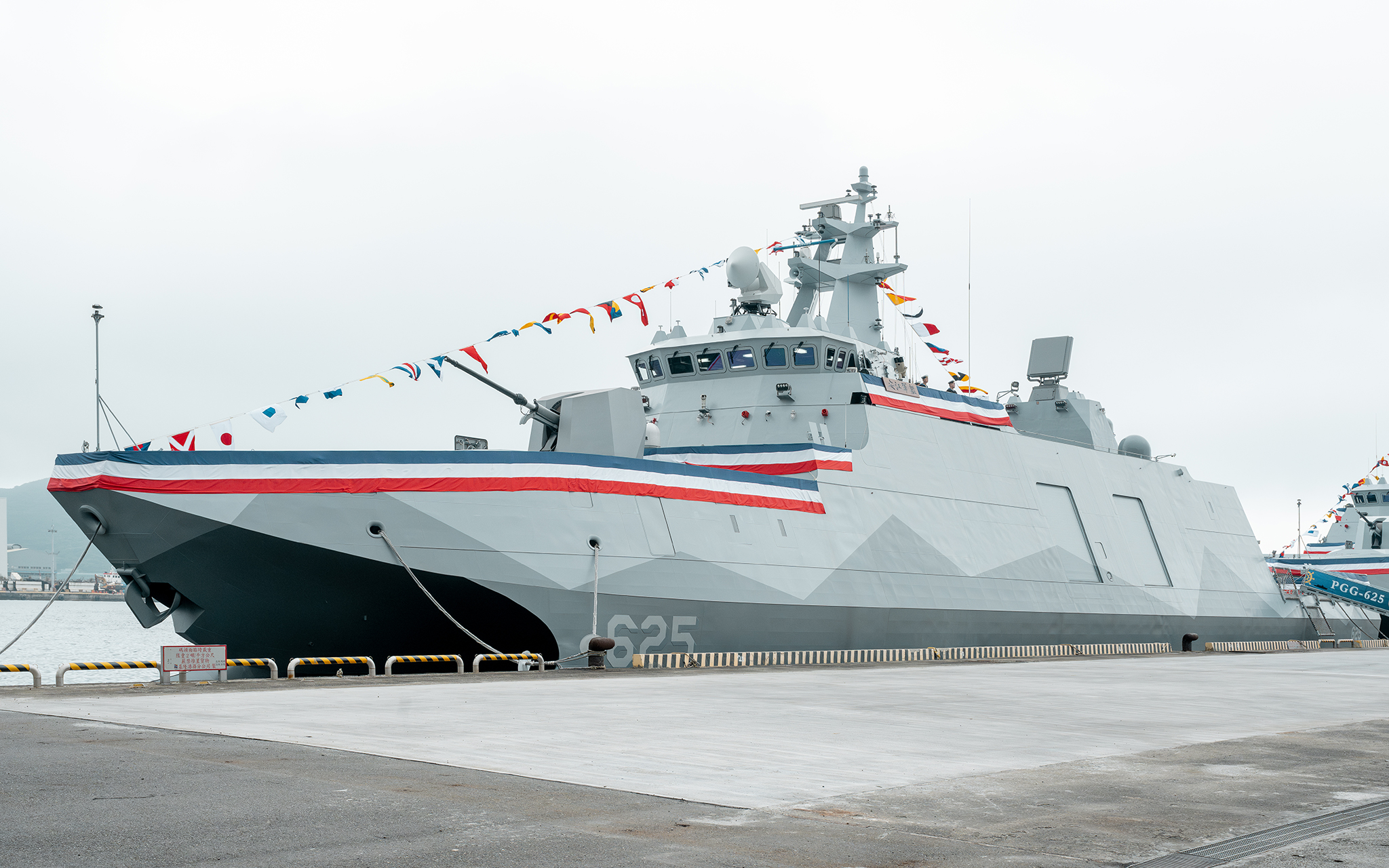
An Chiang PGG-625.
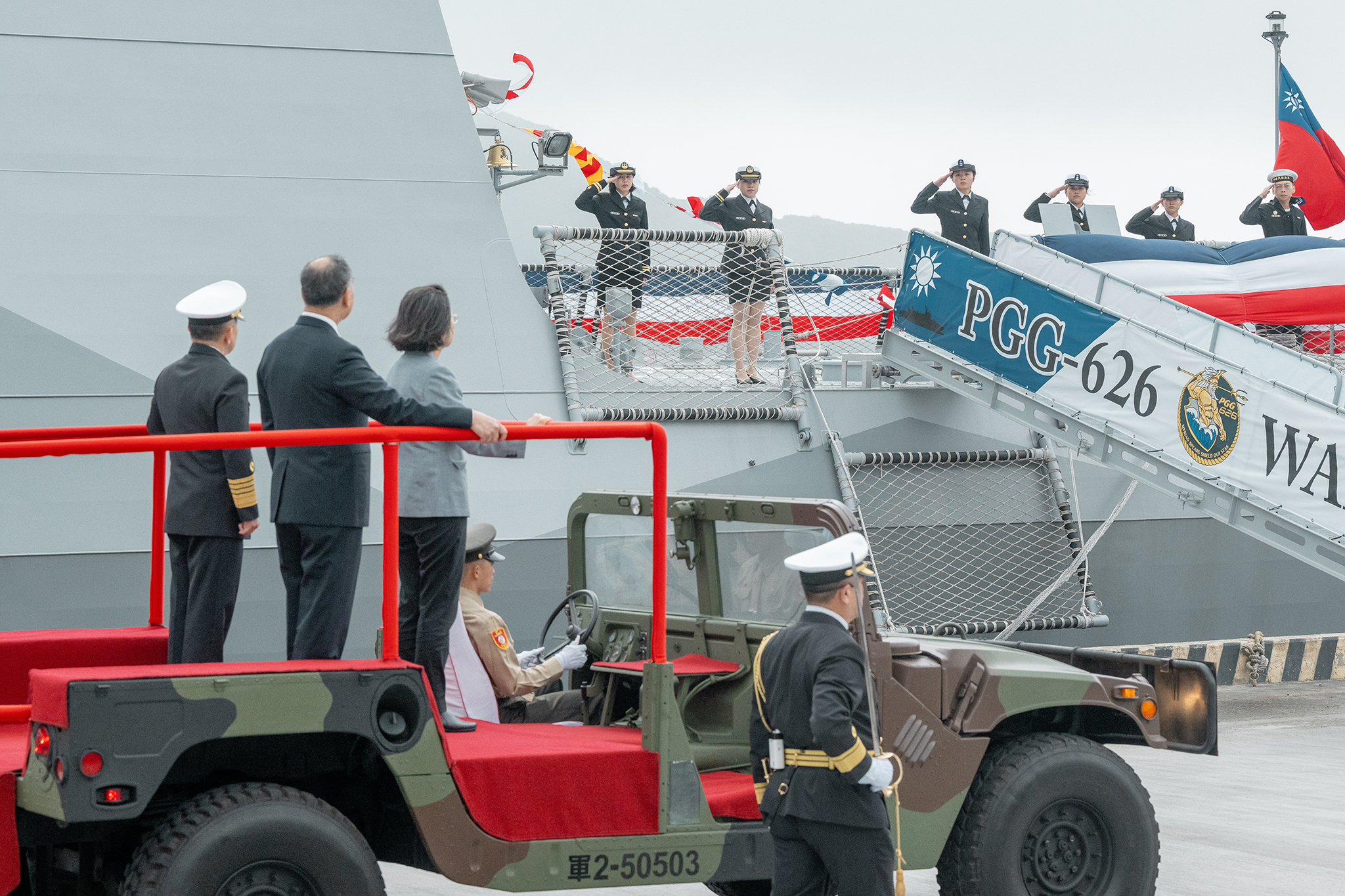
Wan Chiang PGG-626.